# 埃尔韦斯
埃尔韦斯，是西班牙瓦伦西亚自治区卡斯特利翁省的一个市镇。总面积27平方公里，总人口90人（2001年），人口密度3人/平方公里。